# Zollverwaltung der DDR

Wappen der Zollverwaltung

Die Zollverwaltung der DDR war ein staatliches Organ der DDR, welches für die staatliche Kontrolle sämtlicher Waren-, Devisen- und Geldverkehre nach dem Zollgesetz, dem Devisengesetz und der Geldverkehrsordnung zuständig war. Ihr Vorläufer war das am 28. August 1952 errichtete „Amt für Zoll und Kontrolle des Warenverkehrs (AZKW)“. Die Zollverwaltung wurde 1962 nach dem Mauerbau geschaffen und unterstand bis 3. Oktober 1990 dem Ministerium für Außenhandel.

## Organisation und Rechtsgrundlage

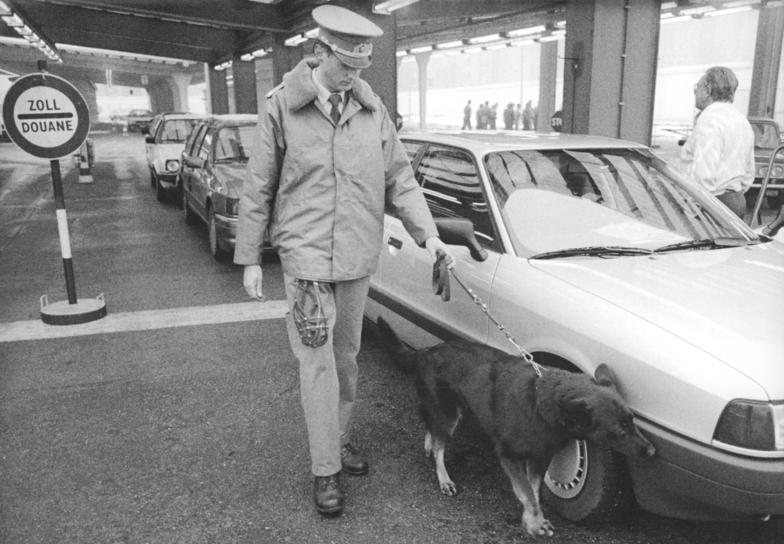
Zöllner und Rauschgiftspürhund der Zollverwaltung der DDR im Einsatz, Ende November 1989

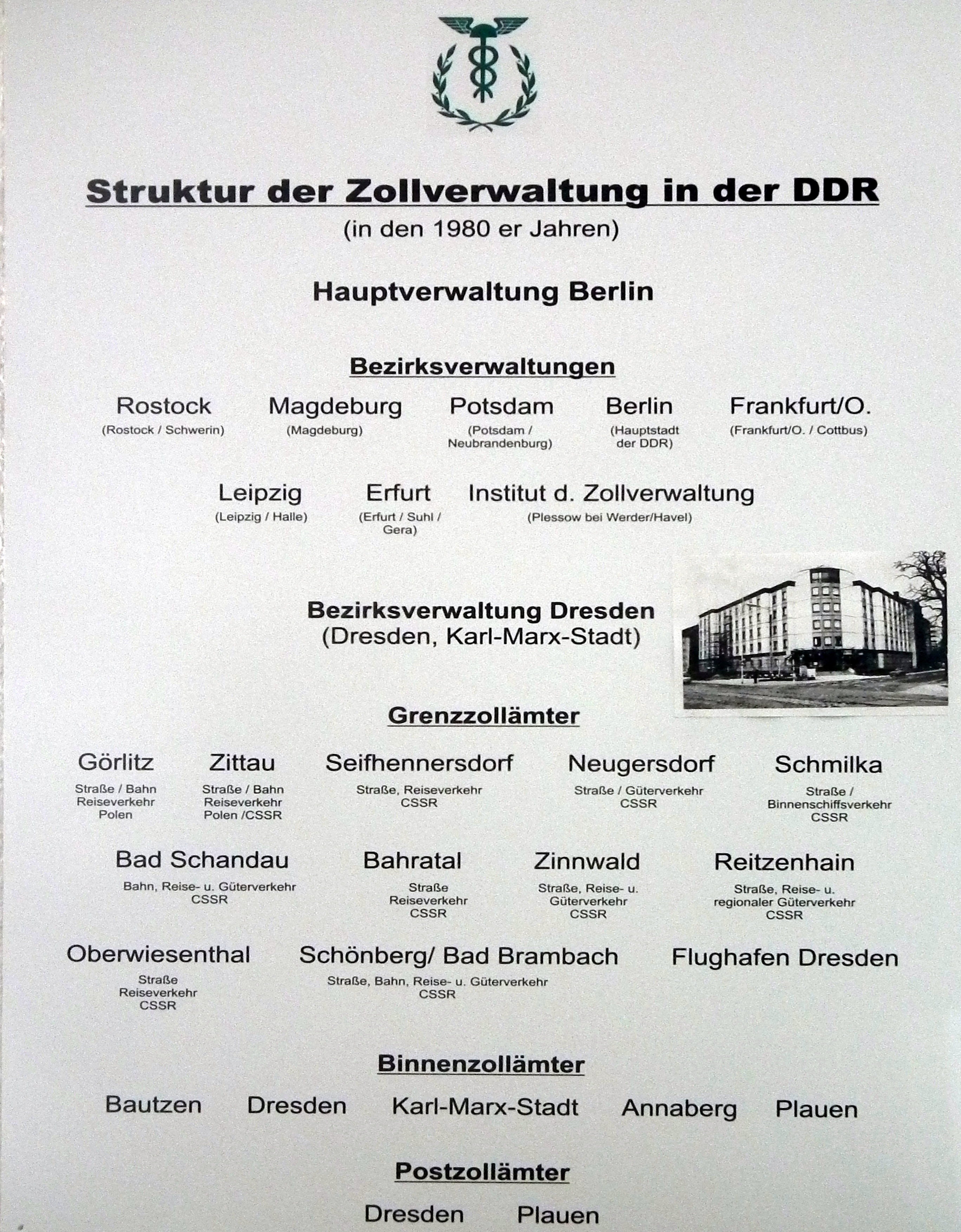
Struktur der Zollverwaltung in der DDR

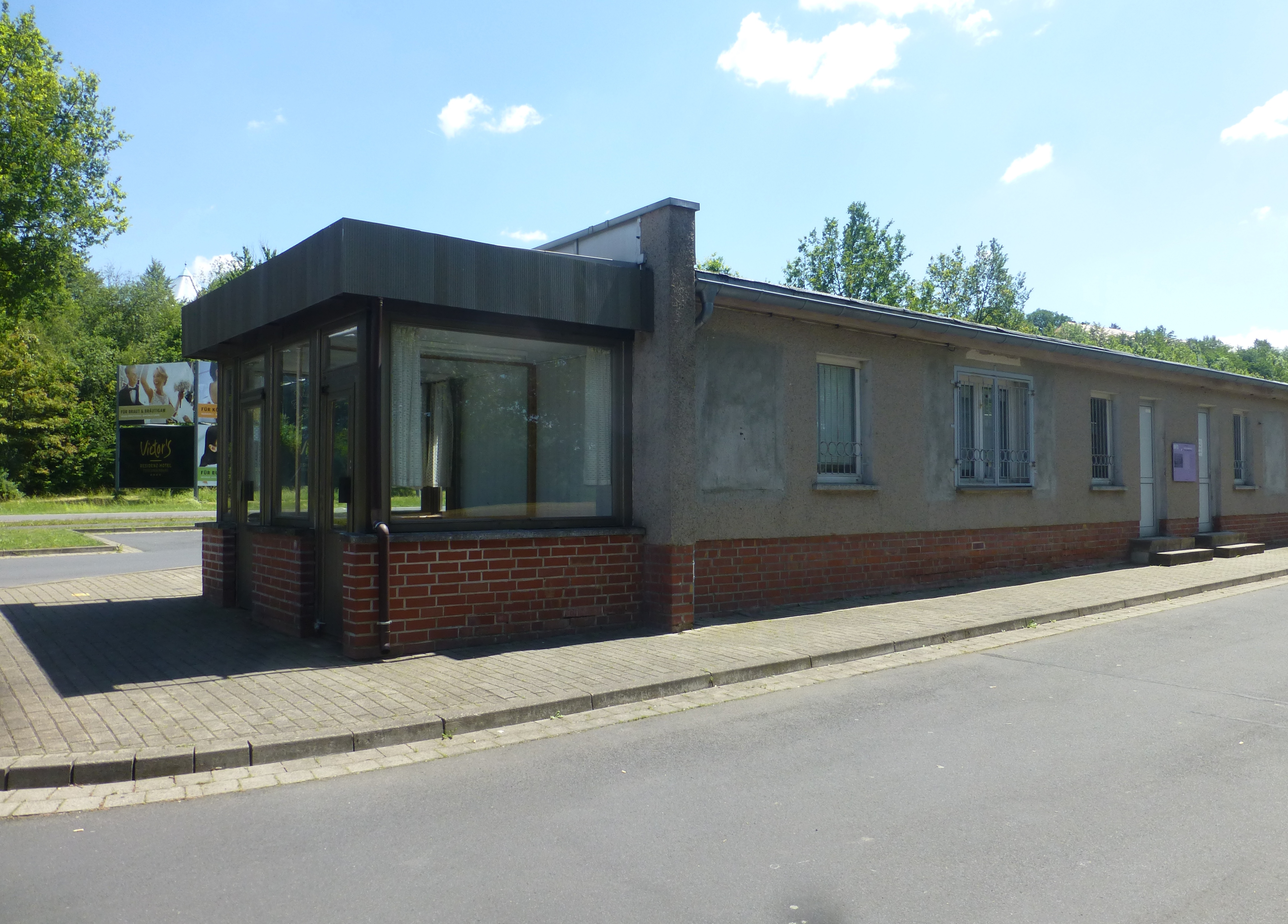
Ehemaliges Zollabfertigungsgebäude als Teil des Grenzlandmuseums Eichsfeld

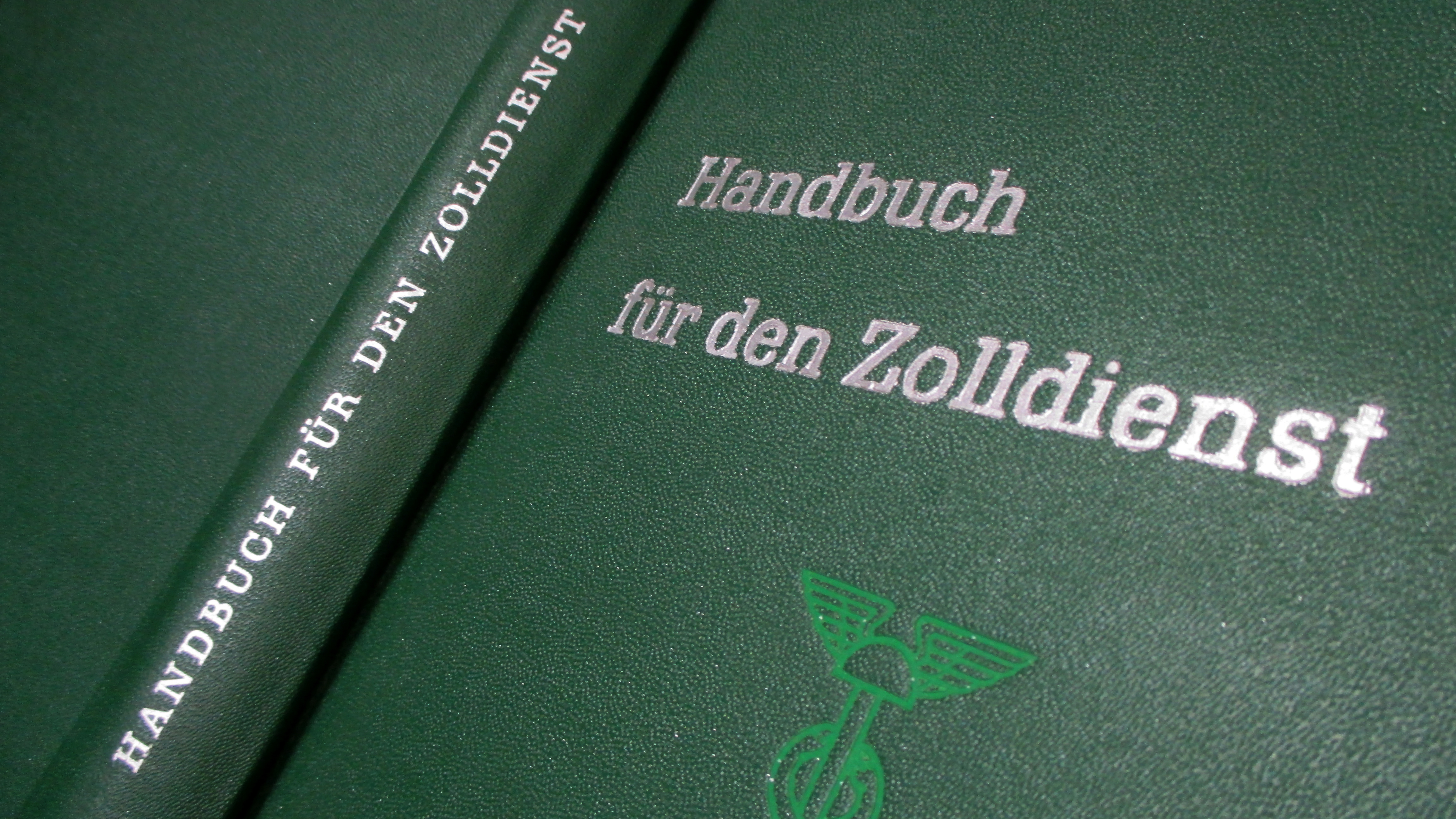
Handbuch für den Zolldienst der DDR

Die Zollverwaltung zählte 9.510 Mitarbeiter, die von dem Chefinspekteur in der Hauptverwaltung Berlin-Grellstraße (Prenzlauer Berg) geführt wurden.
Sie bestand aus:
- der Hauptverwaltung,
- den 8 Bezirksverwaltungen in Bezirksstädten der DDR: Rostock, Potsdam, Berlin, Frankfurt (Oder), Magdeburg, Erfurt, Leipzig und Dresden,
- den 61 Grenzzollämtern, 15 Binnenzollämtern, 14 Postzollämtern und 20 Zollfahndungsämtern.

Die Aus- und Fortbildung der Angehörigen erfolgte im Institut der Zollverwaltung der DDR „Heinrich Rau“ (Von 1965 bis 31. Dezember 1980 Fachschule der Zollverwaltung der DDR) in Plessow. Leiter dieser Ausbildungseinrichtung waren von 1972 bis 1988 Dieter Rutsch und von 1988 bis 1990 Horst Bischoff.
Am 21. April 1950 wurde mit dem Gesetz zum Schutz des innerdeutschen Handels die Kontrolle des gesamten die innerdeutsche Grenze überschreitenden Waren- und Zahlungsmittelsverkehrs vom Amt für Kontrolle des Warenverkehrs (AKW) übernommen. Am 28. März 1962 wurde das Gesetz über das Zollwesen der Deutschen Demokratischen Republik (Zollgesetz) erlassen.
Die bewaffneten und entsprechend ausgebildeten Kräfte der Zollverwaltung zählten zu den Bewaffneten Organen der DDR.

## Zollverwaltung und MfS
Die Zollverwaltung wurde als Organ des Ministeriums für Außenhandel von der Hauptabteilung XVIII (HA XVIII) des Ministeriums für Staatssicherheit (MfS) durch die Führung von inoffiziellen Mitarbeitern (IMs) im allgemeinen und Offizieren im besonderen Einsatz (OibEs) in Schlüsselpositionen kontrolliert.
An Grenzübergangsstellen (GÜSt) arbeiteten die Mitarbeiter der Zollverwaltung eng mit der Passkontrolleinheit (PKE) der Hauptabteilung VI des MfS zusammen.

## Auszeichnungen
Am 12. Mai 1967 wurden die Verdienstmedaille der Zollverwaltung der Deutschen Demokratischen Republik in Gold, Silber und Bronze sowie die Medaille für treue Dienste in der Zollverwaltung gestiftet.
1972 wurde die Auszeichnung Verdienter Mitarbeiter der Zollverwaltung der Deutschen Demokratischen Republik gestiftet, die jährlich bis zu zehnmal verliehen wurde und mit 5.000 Mark dotiert war.

## Sonstiges
Bei dem Emblem der DDR-Zollverwaltung – zwei sich um einen Stab windende Schlangen – handelt es sich um eine Darstellung des Hermesstabes (Caduceus).